# Fritz Burdina
Fritz Burdina (* 26. August 1917; † 28. Juli 1985) war ein deutscher Fußballtorwart, der von 1938 bis 1944 in der Gauliga – teilweise als Kriegsgastspieler – und 1950/51 in der Vertragsliga Berlin aktiv war.

## Karriere
Burdina gehörte in der Saison 1938/39 dem SC Minerva 93 an, für den er bis Dezember 1942 in der Gauliga Berlin-Brandenburg Punktspiele bestritt und zwischenzeitlich, während der Saison 1941/42, ein Punktspiel in der Gauliga Bayern für die SpVgg Fürth absolvierte. In diesem Zeitraum war er als Kriegsgastspieler im Mai 1942 auch im Pokalspiel für den Luftwaffen-Sportverein aus Uetersen aktiv.
In der Saison 1942/43 war er in der – durch die kriegsbedingten Umstände auf zwei Gruppen aufgeteilte – Gauliga Nordbayern für die SpVgg Fürth aktiv und half später – ebenfalls als Kriegsgastspieler – beim FC Bayern München aus, für den er am 22. August 1943 in der 1. Schlussrunde um den Tschammerpokal bei der 0:3-Niederlage beim BC Augsburg eingesetzt wurde. Die Zeit in Fürth setzte er bis Saisonende 1943/44 in der Gauliga Nordbayern fort.
Nach dem Ende des Zweiten Weltkriegs kehrte er nach Berlin zurück und absolvierte 1950/51 seine letzte Saison als aktiver Fußballspieler für den SC Westend 1901, der aus der 1. Amateurliga in die Vertragsliga Berlin aufgestiegen war und die Spielklasse halten konnte.